# Dryopteris heterolaena
Dryopteris heterolaena är en träjonväxtart som beskrevs av Carl Frederik Albert Christensen. Dryopteris heterolaena ingår i släktet Dryopteris och familjen Dryopteridaceae. Inga underarter finns listade.